# Black (film, 2009)
Cet article concerne le film de Pierre Laffargue. Pour le film de Sanjay Leela Bhansali, voir Black.
Pour les articles homonymes, voir Black.
Pour plus de détails, voir Fiche technique et Distribution.
Black est un film français réalisé par Pierre Laffargue, sorti en 2009.

## Synopsis
Sale temps pour Black. Son dernier braquage en plein Paris a viré au massacre et tous ses acolytes sont restés sur le carreau !
Alors qu’il songe à se reconvertir, son cousin Lamine l’appelle de Dakar et lui propose un coup facile, super facile même : voler une mallette pleine de diamants de contrebande entreposée dans une banque. Ni une ni deux, Black monte une équipe et vole vers l’Afrique et son fric.
Sauf qu’il n’est pas seul sur l’affaire. Le directeur de la banque lui-même, associé à un trafiquant d’armes affligé d’un psoriasis purulent, suivis de près par une bande de mercenaires fraîchement débarqués de Tchétchénie, convoitent, eux aussi, le magot. Serré par Pamela Jones, agent d’Interpol au charme trouble, Black devra d’abord l’aider à triompher de leurs ennemis puis composer avec une étrange prophétie qui sommeille au cœur de l’Afrique,,.

## Fiche technique
- Réalisation : Pierre Laffargue
- Scénario : Lucio Mad et Gabor Rassov
- Adaptation et dialogues : Pierre Laffargue
- Direction de la photographie : Patrick Ghiringhelli
- Costumes : Mame Fagueye Bâ
- Décors : Arnaud Roth, Moustafa « Picasso » Ndiaye
- Montage : Pierre Laffargue
- Son : Jean-Luc Audy
- Chanson du générique de fin : Tony Allen & MC Jean Gab'1
- Production : Marco Cherqui
  - Production exécutive : Lauranne Bourrachot, Ndiouga Moctar Ba
- Date de sortie : France : 15 juillet 2009

## Distribution
- MC Jean Gab'1 : Black
- Carole Karemera : Pamela
- François Levantal : Degrand
- Anton Yakovlev : Ouliakov
- Christophe Aquillon : Braqueur Paris
- Ludovic Berthillot : Le mercenaire
- Laurent Larrieu : Mercenaire
- Youssef Hajdi : Al Kaïd
- Guillaume Zublena : Guillaume
- Mata Gabin : Fatoumata
- Oumar Diaw : Régis
- Nicky Naudé : Pedersen
- Michel B. Dupérial

## Sélections
- Mars 2009, Festival South by Southwest, Austin, Texas
- Mai-juin 2009, Festival international du film de Seattle
- Juillet 2009, Fantasia, Montréal
- Août 2009, Film 4 Fright Fest, Londres
- Août 2009, Fresh Film Fest, République tchèque